# Emily Carey

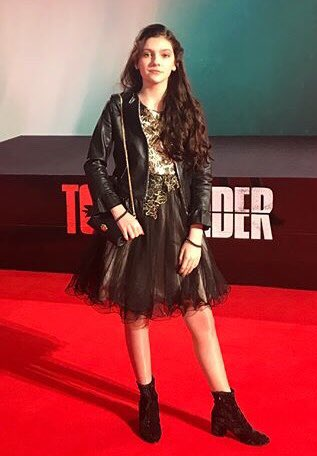
Emily Carey na premierze Tomb Raidera (2018)

Emily Joanna Carey (ur. 30 kwietnia 2003 w Londynie) – angielska aktorka, która wystąpiła m.in. w filmach Wonder Woman i Tomb Raider oraz serialu Ród Smoka.

## Filmografia

### Filmy
| Rok  | Tytuł                       | Rola                 | Uwagi | Przypisy |
| ---- | --------------------------- | -------------------- | ----- | -------- |
| 2017 | Wonder Woman                | 12-letnia Diana      |       | [ 1 ]    |
| 2018 | Tomb Raider                 | 14-letnia Lara       |       | [ 2 ]    |
| 2020 | Anastasia: Once Upon a Time | Anastazja            |       | [ 1 ]    |
| 2021 | Gdzie jest Anne Frank       | Anne Frank (głos)    |       |          |
| 2021 | Potworna rodzinka 2         | Mila Starr (głos)    |       |          |
| 2022 | The Lost Girls              | młoda Wendy Darling  |       |          |
| 2023 | Breaking Point              | Abbie                |       |          |
| 2023 | Sposób na ducha             | Virginia Otis (głos) |       |          |
| 2025 | Wiedźmin: Syreny z głębin   | Sh'eenaz (głos)      |       |          |

### Seriale
| Rok             | Tytuł             | Rola                    | Uwagi              | Przypisy |
| --------------- | ----------------- | ----------------------- | ------------------ | -------- |
| 2014–2017, 2021 | Na sygnale        | Grace Beauchamp         | 41 odc.            | [ 1 ]    |
| 2016            | Houdini and Doyle | Mary Conan Doyle        | miniserial, 6 odc. |          |
| 2019            | Turn Up Charlie   | Bea                     | 1 odc.             |          |
| 2020            | Odwet             | Mika                    | w gł. obsadzie     | [ 1 ]    |
| 2022            | Ród Smoka         | młoda Alicent Hightower | w gł. obsadzie     | [ 1 ]    |
| 2023            | Platform 7        | Ella Warren             | 2 odc.             |          |
| 2024            | Geek Girl         | Harriet Manners         | gł. rola           |          |